# Georgs-Kreuz (Großbritannien)

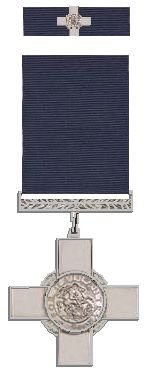
Georgs-Kreuz

Der Flagge Maltas entnommene Darstellung des Ehrenzeichens

Das Georgs-Kreuz (George Cross) ist das höchste zivile Ehrenzeichen für Tapferkeit im Vereinigten Königreich und wurde am 24. September 1940 durch den damaligen König George VI. gestiftet. Anders als das rein militärische Victoria-Kreuz ist die Auszeichnung sowohl zur Verleihung an Zivilisten als auch an Militärpersonal während eines Konflikt- oder Kriegszustandes vorgesehen. Die Verleihung an Soldaten findet regelmäßig dann statt, wenn die Tapferkeit nicht im Angesicht des Feindes stattfand, die ein Verleihungskriterium des Victoria-Kreuzes darstellt.
Die Träger der Auszeichnung benutzen den Namenszusatz (post-nominal) „GC“. Wenn jemand mehrere post-nominals führen darf, wird das „GC“ allen anderen Zusätzen mit Ausnahme des „VC“ (der für das Victoria-Kreuz steht) vorangestellt.
Seit seiner Stiftung wurde das Georgs-Kreuz in 86 Fällen postum und an 73 lebende Personen verliehen, darunter an vier Frauen. Daneben wurde das Georgs-Kreuz als Besonderheit dreimal nicht an Einzelpersonen, sondern kollektiv verliehen: im Jahre 1942 der Bevölkerung Maltas für die Verteidigung der Insel während des Zweiten Weltkrieges, 1999 der Königlichen Nordirischen Polizei (Royal Ulster Constabulary) und 2021 dem National Health Service.
Die letzten Verleihungen an Einzelpersonen erfolgten 2004 an einen jungen Soldaten der Blues and Royals, welcher im Irak-Krieg 2003 trotz heftigen Beschusses durch verbündete Flugzeuge (friendly fire) mehrere seiner Kameraden gerettet hatte, und 2006 an einen Captain des Royal Logistic Corps, der ebenfalls im Irak ein Bombenentschärfungs-Team noch in die Lage einwies, obwohl er zuvor bei einer Bombenexplosion äußerst schwer verletzt worden war. 2007 erfolgte eine weitere Verleihung postum an Corporal Mark Wright des Parachute Regiment, der in Afghanistan bei dem Versuch, mehrere andere verletzte Soldaten aus einem Minenfeld zu retten, selbst umgekommen war. 2008 erfolgte eine Verleihung an Lance Corporal Matthew Croucher der Royal Marines Reserve, der Kameraden in Afghanistan unter Gefahr für sein eigenes Leben vor einer Sprengfalle schützte.
Träger des Ehrenzeichens haben Anspruch auf eine jährliche Zuwendung. Seit 2015 beläuft sich diese in Großbritannien auf 10.000 Pfund.